# Pütscheid

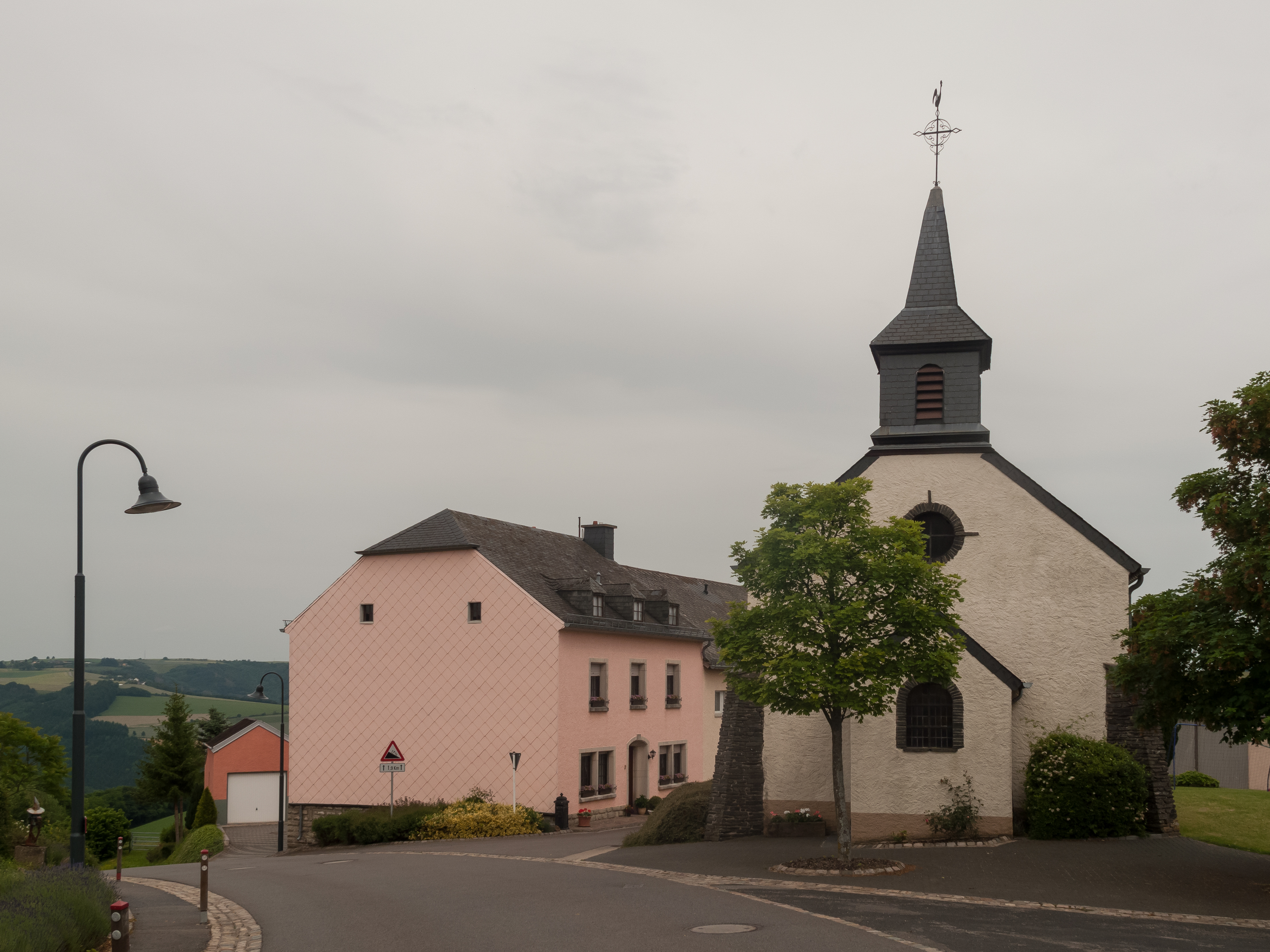
Kapelle (la chapelle Saint-Aubin) in der Straße

Pütscheid (luxemburgisch Pëtschentⓘ, französisch Putscheid) ist eine Gemeinde im Großherzogtum Luxemburg und gehört zum Kanton Vianden.

## Gemeindegliederung
Die Gemeinde Pütscheid besteht aus folgenden Ortschaften und Wohnplätzen:
- Bivels
- Bivelser Mühle
- Gralingen
- Grauenstein
- Hoscheiderhof
- Merscheid
- Nachtmanderscheid
- Pütscheid
- Poul
- Stolzemburg
- Weiler